# Днепровский поселковый совет
Днепровский поселковый совет (укр. Дніпровська селищна рада) — входит в состав
Верхнеднепровского района
Днепропетровской области
Украины.
Административный центр поселкового совета находится в 
пгт Днепровское.

## Населённые пункты совета
- пгт Днепровское